# Карабуњиште
Карабуњиште (мкд. Карабуниште) је насеље у Северној Македонији, у средишњем делу државе. Карабуњиште је насеље у оквиру општине Велес.

## Географија
Карабуњиште је смештено у средишњем делу Северне Македоније. Од најближег града, Велеса, село је удаљено 20 km северозападно.
Село Карабуњиште се налази у историјској области Грохот, на источним падинама планине Голешнице. Пар километара источно од насеља протиче Вардар. Надморска висина насеља је приближно 500 метара.
Површина сеоског атара простире се на површини од 12,6 km².
Месна клима је континентална.

## Становништво
Карабуњиште је према последњем попису из 2002. године било без становника.
Већинско становништво у насељу били су етнички Македонци.
Претежна вероисповест месног становништва било је православље.

## Извори
- www.veles.gov.mk Званична страница општине Велес